# Religión de la Antigua Grecia (culto)
Este artículo trata de las diferentes formas cultuales adoptadas por la religión de la Antigua Grecia. Ciertos conceptos que aquí son evocados necesitan de la lectura del artículo referente a las nociones en la religión de la Antigua Grecia.

Mapa de los principales santuarios de la Grecia clásica.

En las formas cultuales adoptadas por la religión de la antigua Grecia, los principales ritos son las oraciones, las ofrendas, los sacrificios, las fiestas públicas y los juegos. Estos ritos consisten en no excluirse; al contrario: una ofrenda se acompaña de una oración, incluso de un sacrificio, que puede coronar una fiesta pública, pero la religión griega careció tanto de una clase sacerdotal como de libros sagrados.

## Tipos de culto

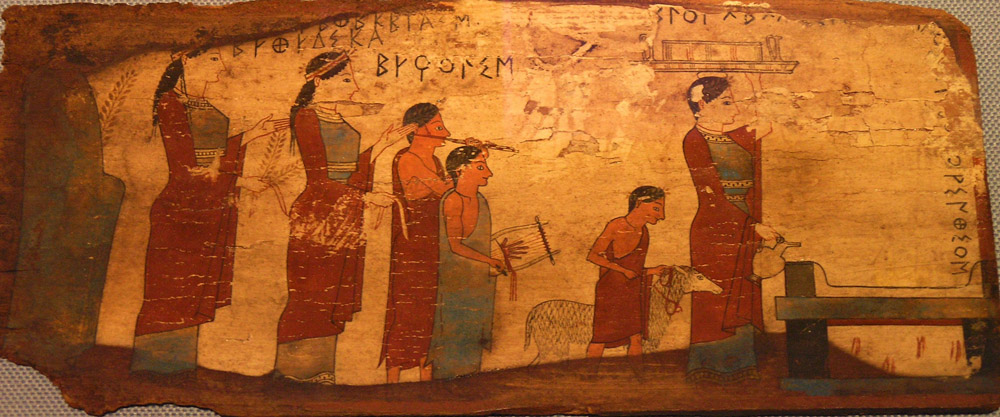
Procesión del sacrificio de un cordero a las Cárites, pintura sobre madera, Corintia, hacia 540-530 a. C., Museo Arqueológico Nacional de Atenas.

El culto en Grecia podía ser de dos tipos: público y privado.
- El culto privado era el que se celebraba en el hogar en el cual solo participaba la familia residente allí. En cada hogar se hallaba un altar donde se rendía culto a Hestia, Zeus y los espíritus de los familiares difuntos. Los rituales consistían en oraciones, ofrendas y libaciones a los dioses.

- El culto público era de dos clases: el rito panhelénico y el que rendía cada ciudad a sus dioses.

En esos cultos se celebraban fiestas, oraciones, rituales, plegarias, ofrendas, sacrificios y libación en honor del dios o la diosa, matizadas con juegos gimnásticos y concursos.
Los juegos más importantes eran los olímpicos.

## Oraciones
La oración requiere antes que nada la pureza, es decir, una cierta limpieza (un lavado de manos se impone), una apariencia de la indumentaria decente y ausencia del estado de mancha. De hecho, el respeto al ritual se impone. Por regla general, se reza antes de cualquier acción ritual. 
La oración, o εὐχή / eukhế, puede ser una petición expresa o una simple llamada a la divinidad; que no es nunca silenciosa: las palabras que, pronunciadas en voz alta, cuentan y dicen solamente θεός / theós («dios»), son en sí una forma de invocación. Permanecer de pie para acercarse al Olimpo, con la mano derecha levantada (a veces las dos), la palma dirigida hacia los dioses (cielo, estatua); se prosterna, más raramente, para llamar a los dioses ctónicos. En este caso, se puede también golpear el suelo. Arrodillarse para rezar, en cambio, se tiene por una forma de superstición.
La petición puede también resurgir como una maldición, la de un enemigo o la de sí mismo cuando se presta juramento (se maldice para anticipar el caso de que no se respete su palabra; jurar sobre Estigia es la forma de juramento de naturaleza religiosa más poderosa); se la llama en este caso ἀρά / ará.      que también era el patriarca de los dioses

## Ofrendas
Pueden ser vistas, a la manera romana del do ut des («doy para que dés»), como una forma de regateo. La mayoría de las veces, sin embargo, las ofrendas son desinteresadas o son simples muestras de reconocimiento.

### Ofrendas espontáneas

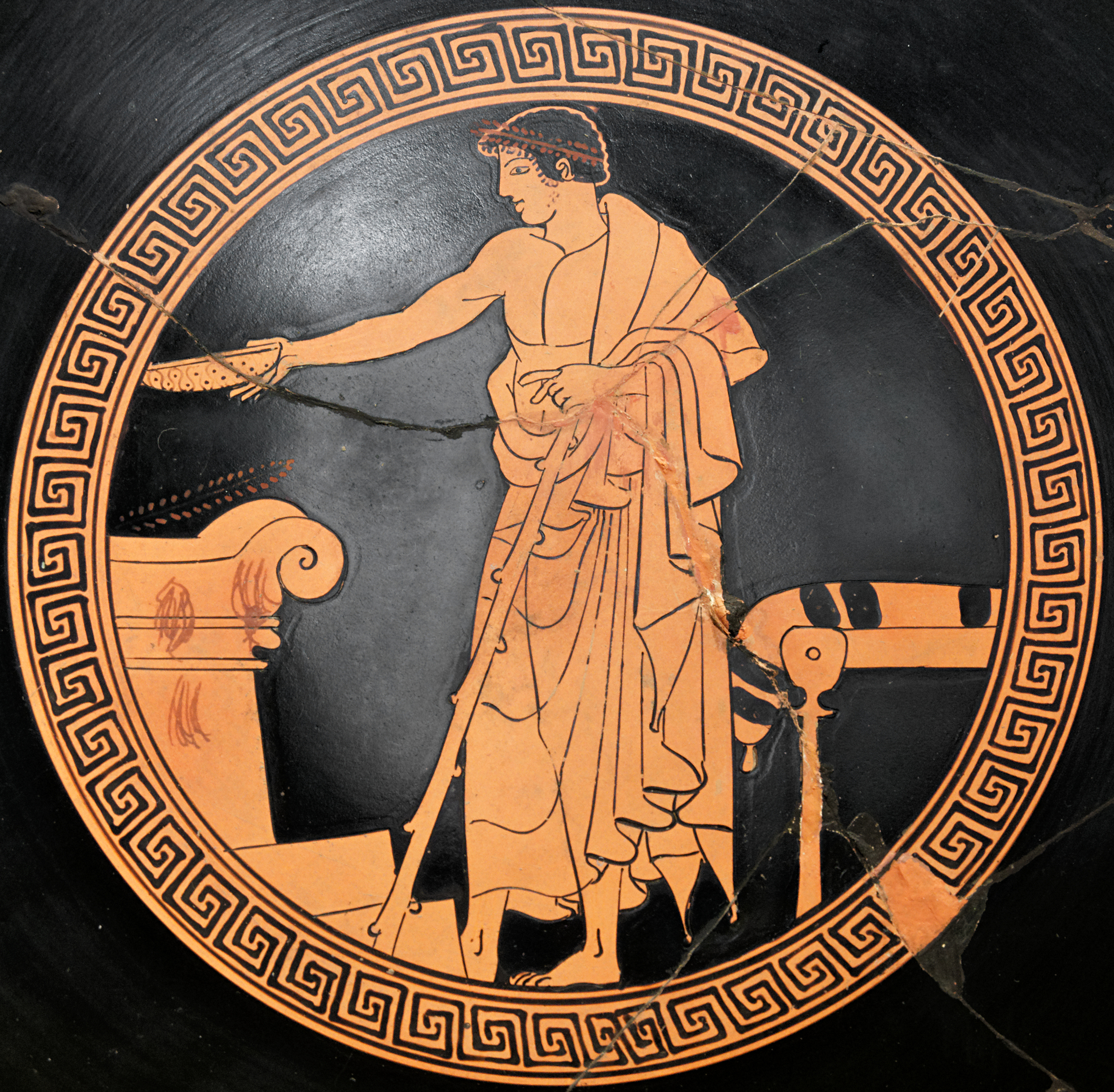
Escena de libación, copa de figuras rojas, hacia el 480 a. C., Museo del Louvre.

La ofrenda desinteresada puede encontrarse, por ejemplo, en el campo: pasando cerca de un templo, un campesino deposita espontáneamente flores. Ciertas ofrendas son, sin embargo prescritas: es el caso de la libación, o σπονδή / spondế, ofrenda sistemática de algunas gotas de un líquido que se va a beber, gotas que se dejan caer al suelo, sobre la víctima de un sacrificio u otra ofrenda. A menudo, se trata de vino. La libación se lleva a cabo al menos tres veces al día: al levantarse, al cenar y al acostarse. Permite asimismo atraer rápidamente la atención de los dioses, a fin de proteger una partida, por ejemplo: es en este caso un gesto apotropaico («que aparta el mal»). Incluso, acompaña la firma de un tratado, así σπονδή / spondế, por metonimia, designa también el pacto. Puede así tener lugar en el marco de un ritual más codificado, como el de la invocación a los poderes ctónicos (cf. el extracto de Homero en la 1.ª parte). Una libación, llamada χοή / khoế, se parece más al sacrificio, puesto que la bebida vertida no será consumida.
Es posible ofrecer vestidos a las estatuas de los dioses. Así, durante las grandes panateneas, se pasea en procesión la estatua de Atenea, vestida con un peplos tejido durante el año, en las fiestas de las Panateneas.

### Ofrendas motivadas
Por otra parte, se practica la ofrenda (individual o colectiva) de objetos preciosos, que eran escondidos como un tesoro. La epigrafía muestra de manera exhaustiva ciertos tesoros, dado que su inventario debía ser exacto; el sacerdote saliente, debía efectivamente demostrar que no se llevaba nada y que mantenía sus cuentas (ver en particular los inventarios de Delos). Las ciudades victoriosas en tiempos de guerra practicaban este tipo de ofrenda oficial. La ciudad de Delfos ofrece numerosos testimonios: allí se alinean los tesoros llenos de objetos conmemorando la victoria (estatuas, pinturas) ofrecidos por las ciudades, a lo largo de la vía sagrada. A veces las ciudades rivalizaban entre ellas para ofrecer el tesoro más lujoso. Es notable que durante algunos episodios de la historia de Grecia, como la guerra del Peloponeso, los tesoros, ofrecidos por ciudades enemigas, celebren victorias de griegos contra otros griegos. La relación con el sentimiento religioso puede a veces parecer lejana.
Los griegos practicaban también el exvoto, objeto ofrecido en agradecimiento de una ayuda divina. La costumbre concierne principalmente a las curaciones atribuidas a Asclepio; se le ofrece generalmente una ofrenda representando el miembro curado. Los atletas, por otra parte, agradecían a los dioses su destino con una estatua de ellos mismos, en caso de victoria. Algunas ciudades como Olimpia, tenían emplazamientos específicos reservados a estas estatuas. De manera informal, cuando tenía lugar un suceso inesperado (como una pesca o una caza milagrosa), era costumbre reservar una parte del botín a los dioses.

## Sacrificios

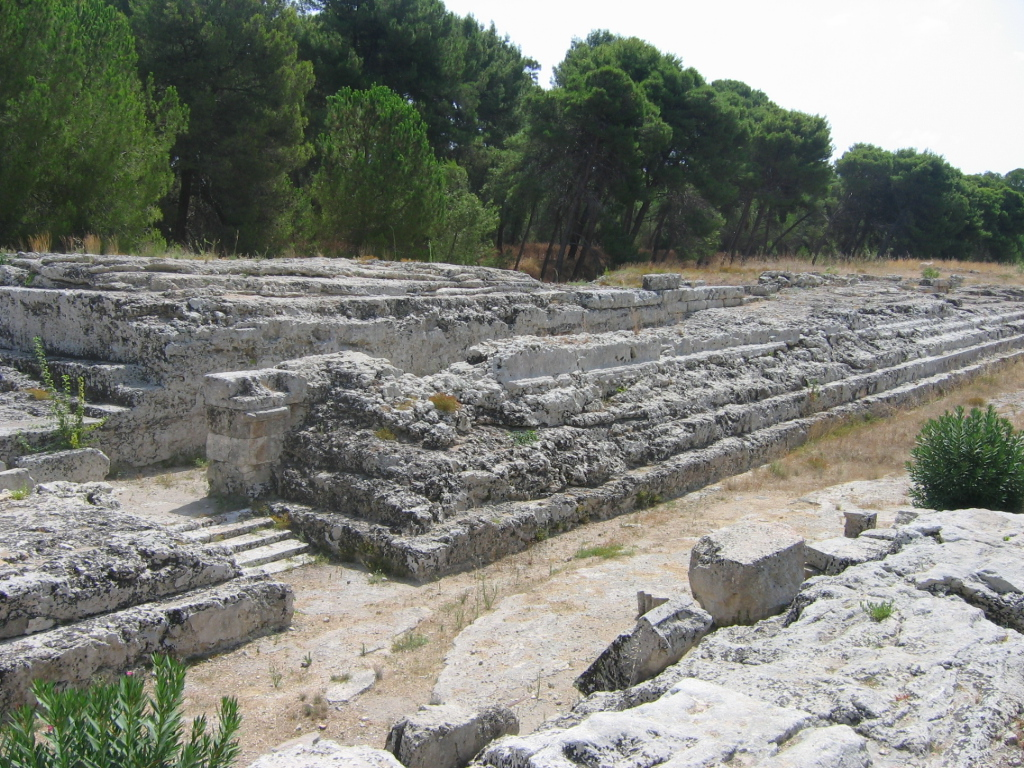
Siracusa: altar de Hierón II, donde se practicaban sacrificios de bueyes.

Los sacrificios constituyen la forma de culto más técnica. Se podría describir el sacrificio, o θυσία / thysía (de un radical que significa humo), como una ofrenda, con la diferencia de que todo o parte de lo que se consagra a los dioses es destruido y que la parte restante, puede ser consumida por los hombres. Los sacrificios pueden ser cruentos o no (en este último caso, se sacrifican plantas, alimentos). El fuego es un compuesto esencial, sobre todo en los sacrificios cruentos: los dioses, en efecto, se alimentan de los humos sacrificiales, que deben subir hasta el Olimpo. Esto es, precisamente, el tema de Las aves de Aristófanes: éstas, aliadas contra los dioses, les impiden alimentarse bloqueando humos sacrificiales.
Los rituales han sido fijados desde hace mucho. Los sacrificios descritos por Homero son comparables a los practicados ulteriormente. Precisamente, se halla la descripción completa en el canto I, versos 446-474, de la Ilíada:

| Ὣς εἰπὼν ἐν χερσὶ τίθει, ὃ δὲ δέξατο χαίρων Παῖδα φίλην• τοὶ δ’ ὦκα θεῷ ἱερὴν ἑκατόμϐην Ἑξείης ἔστησαν ἐύ̈δμητον περὶ βωμόν, Χερνίψαντο δ’ ἔπειτα καὶ οὐλοχύτας ἀνέλοντο. Τοῖσιν δὲ Χρύσης μεγάλ’ εὔχετο χεῖρας ἀνασχών• Κλῦθί μευ ἀργυρότοξ’, ὃς Χρύσην ἀμφιϐέϐηκας Κίλλαν τε ζαθέην Τενέδοιό τε ἶφι ἀνάσσεις• Ἦ μὲν δή ποτ’ ἐμεῦ πάρος ἔκλυες εὐξαμένοιο, Τίμησας μὲν ἐμέ, μέγα δ’ ἴψαο λαὸν Ἀχαιῶν• Ἠδ’ ἔτι καὶ νῦν μοι τόδ’ ἐπικρήηνον ἐέλδωρ• Ἤδη νῦν Δαναοῖσιν ἀεικέα λοιγὸν ἄμυνον. Αὐτὰρ ἐπεί ῥ’ εὔξαντο καὶ οὐλοχύτας προϐάλοντο, Αὐέρυσαν μὲν πρῶτα καὶ ἔσφαξαν καὶ ἔδειραν, Μηρούς τ’ ἐξέταμον κατά τε κνίσῃ ἐκάλυψαν Δίπτυχα ποιήσαντες, ἐπ’ αὐτῶν δ’ ὠμοθέτησαν• Καῖε δ’ ἐπὶ σχίζῃς ὁ γέρων, ἐπὶ δ’ αἴθοπα οἶνον Λεῖϐε• νέοι δὲ παρ’ αὐτὸν ἔχον πεμπώϐολα χερσίν. Αὐτὰρ ἐπεὶ κατὰ μῆρε κάη καὶ σπλάγχνα πάσαντο, Μίστυλλόν τ’ ἄρα τἆλλα καὶ ἀμφ’ ὀϐελοῖσιν ἔπειραν, Ὤπτησάν τε περιφραδέως, ἐρύσαντό τε πάντα. Αὐτὰρ ἐπεὶ παύσαντο πόνου τετύκοντό τε δαῖτα Δαίνυντ’, οὐδέ τι θυμὸς ἐδεύετο δαιτὸς ἐί̈σης. Αὐτὰρ ἐπεὶ πόσιος καὶ ἐδητύος ἐξ ἔρον ἕντο, Κοῦροι μὲν κρητῆρας ἐπεστέψαντο ποτοῖο, Νώμησαν δ’ ἄρα πᾶσιν ἐπαρξάμενοι δεπάεσσιν• Οἳ δὲ πανημέριοι μολπῇ θεὸν ἱλάσκοντο Καλὸν ἀείδοντες παιήονα κοῦροι Ἀχαιῶν Μέλποντες ἑκάεργον• ὃ δὲ φρένα τέρπετ’ ἀκούων. | Tras hablar así, la puso en sus manos, y él acogió alegre a su hija. Con ligereza la sacra hecatombe en honor del dios colocaron seguidamente, en torno del bien edificado altar y se lavaron las manos y cogieron los granos de cebada majada. Crises, oró en alta voz, con los brazos extendidos a lo alto: «¡Óyeme, oh tú, el de argénteo arco, que proteges Crisa y la muy divina Cila, y sobre Ténedos imperas con tu fuerza Ya una vez antes escuchaste mi plegaria, y a mí me honraste e infligiste un grave castigo a la hueste de los aqueos. También ahora cúmpleme este otro deseo: aparta ya de los dánaos el ignominioso estrago!» Así habló en su plegaria, y le escuchó Febo Apolo. Tras elevar la súplica y espolvorear granos de cebada majada, primero echaron atrás las testudes, las degollaron y desollaron; despiezaron los muslos y los cubrieron con grasa formando una doble capa y encima pusieron trozos de carne cruda. El anciano los asaba sobre unos leños, mientras rutilante vino vertía; al lado unos jóvenes asían asadores de cinco puntas. Tras consumirse ambos muslos al fuego y catar las vísceras, trincharon el resto y lo ensartaron en brochetas, lo asaron cuidadosamente y retiraron todo el fuego. Una vez terminada la faena y dispuesto el banquete, participaron del festín, y nadie careció de equitativa porción. Después de saciar el apetito de bebida y de comida, los muchachos colmaron cráteras de bebida, que repartieron entre todos tras ofrendar las primicias en copas. Todo el día estuvieron propiciando al dios con cantos y danzas los muchachos de los aqueos, entonando un peán en el que celebraban al Protector; y éste se recreaba la mente al oírlo. |

El sacrificio aquí descrito es una hecatombe (ἑκατόμϐη / hekatombê), literalmente un «[sacrificio de] cien bueyes», lo que hay que entender metafóricamente como un sacrificio de gran envergadura. Homero describe las etapas: 
1. purificación mediante el lavado de manos;
2. oración en el curso de la cual el oficiante recuerda lo que el dios ha realizado ya para él;
3. ofrenda de granos de cebada majada y no molida;
4. el sacrificio propiamente dicho comienza: 
  1. la cabeza del animal debe estar vuelta hacia el cielo para que la sangre suba hacia los dioses olímpicos,
  2. se degüella a las bestias,
  3. éstas son desolladas,
  4. sigue un recorte muy preciso de la piel, del cual no conocemos todos los detalles, a fin de separar lo que se va a consumir de lo que corresponde a los dioses,
  5. los muslos son quemados con vino,
  6. se distribuye enseguida lo que corresponde a los dioses (la grasa y los huesos de los muslos) y lo que corresponde a los hombres, carne y entrañas;
5. comienza por fin el banquete propiamente dicho, el sacrificio era una ceremonia colectiva;
6. tras haber comido, los convivios bebían juntos, sin haber olvidado las libaciones: es el συμπόσιον / sumpósion («symposium»).

Existe otro tipo de sacrificio cruento, el holocausto o ἐνάγισμα/enágisma, destinado a los dioses ctónicos; no es cuestión de compartir con los muertos, es porque la víctima está completamente quemada. Esta está situada cerca del suelo, o directamente en el suelo, la cabeza vuelta hacia la tierra y su sangre es recogida en una fosa, el βόθρος/bóthros, a fin de alimentar los poderes de abajo, para invocarlos o aplacarlos. Este tipo de sacrificio es el que Homero describe en el extracto citado en el artículo referente a las fuentes de la religión de la Antigua Grecia.

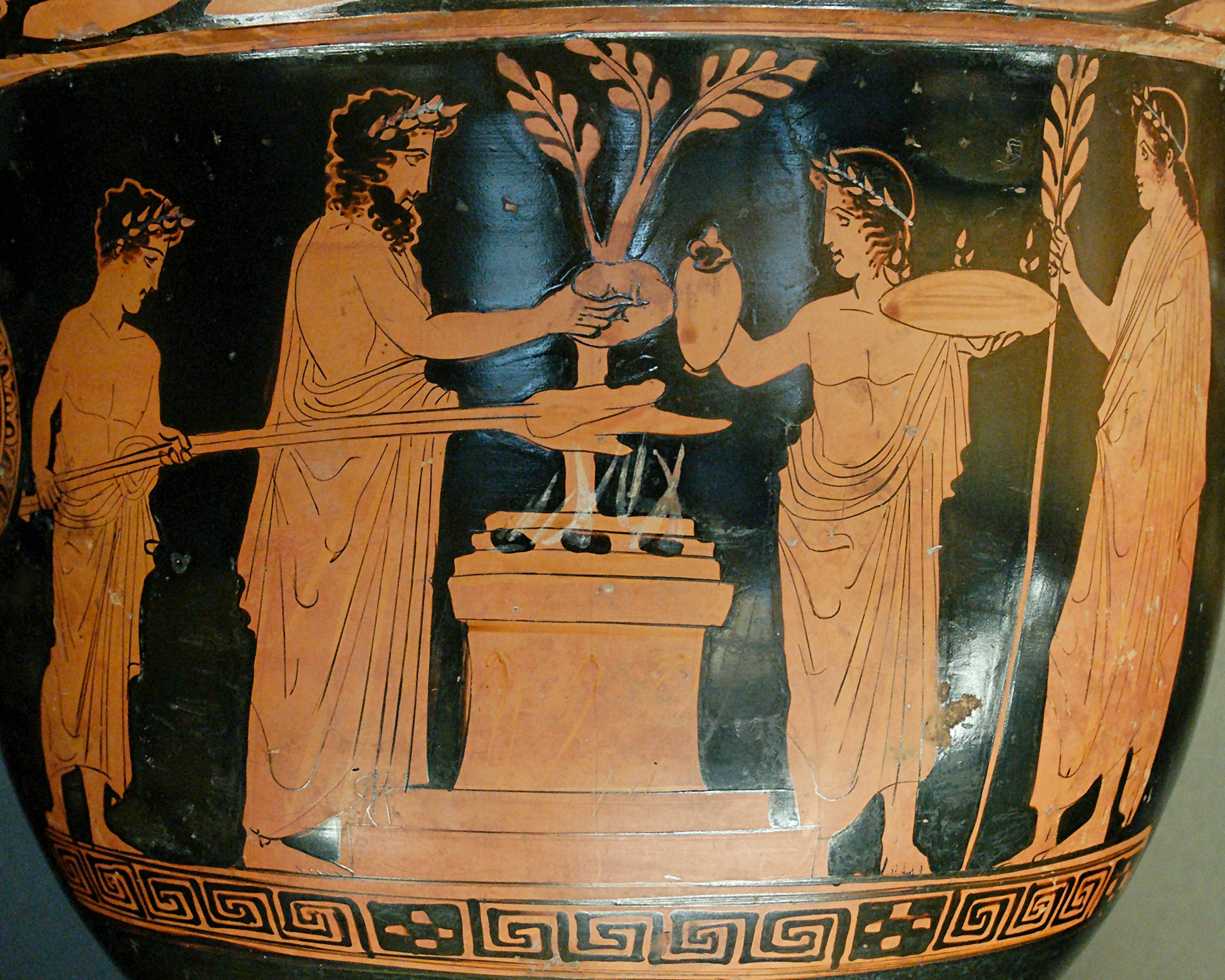
Escena de sacrificio, crátera del pintor de Pothos, 430–420 a. C., Museo del Louvre.

No hay que creer, sin embargo, que el sacrificio es un rito de un gran formalismo; existen múltiples variantes, dependiendo del lugar de culto; cada una exige su tipo de víctimas (raza, tamaño y color), sus tipos de actos. El exceso de formalismo, es lo que podría reprocharse a los romanos; es visto como una forma de superstición. Las constantes son la elección del animal, que debe estar domesticado (buey, cabra, carnero, cerdo) y sin defectos; incluso el oficiante, que no actúa solo sino acompañado de acólitos, vestidos la mayoría de las veces de blanco y portando una corona; los objetos que servían para el sacrificio, como el cuchillo para degollar a la víctima, debían ser ἱερός / hierós («apropiados para el culto»). El sacrificio es siempre público, de donde la importancia del banquete y del simposio: es, en cierto modo, una forma de comunión entre los dioses y los mortales, y entre los hombres mismos en el seno de una comunidad más o menos importante.
El sacrificio demanda casi necesariamente (salvo para los enágisma) un altar, situado delante de un templo (que, no tenía otra función más que alojar la estatua del dios y, a veces, ciertas comunidades religiosas), a pleno aire, el carácter público del rito obliga. Los escalones del templo pueden servir para la ocasión de gradas. El altar es la mayoría de las veces provisional: un agujero en el suelo o un montón de tierra bastan (se reencuentra la idea del lugar hiéros). Algunos santuarios no tuvieron nunca un altar sólido; es el caso del de Zeus en Olimpia, donde se servían de un túmulo compuesto por las cenizas del año, reunidas en un tronco de cono dotado de escalones, con una circunferencia que podía alcanzar los treinta y siete metros en la base, diez en la cima, para una altura de seis metros cincuenta. Los altares de piedra que se han encontrado son más tardíos, y datan a menudo del período helenístico. Pueden ser monumentos, como el de Zeus en Siracusa (llamado altar de Hierón II), que alcanza casi los doscientos metros de largo por más de veinte de ancho. Estos altares de piedra son de forma redonda o paralelepipédica.

### Fiestas y otras ceremonias

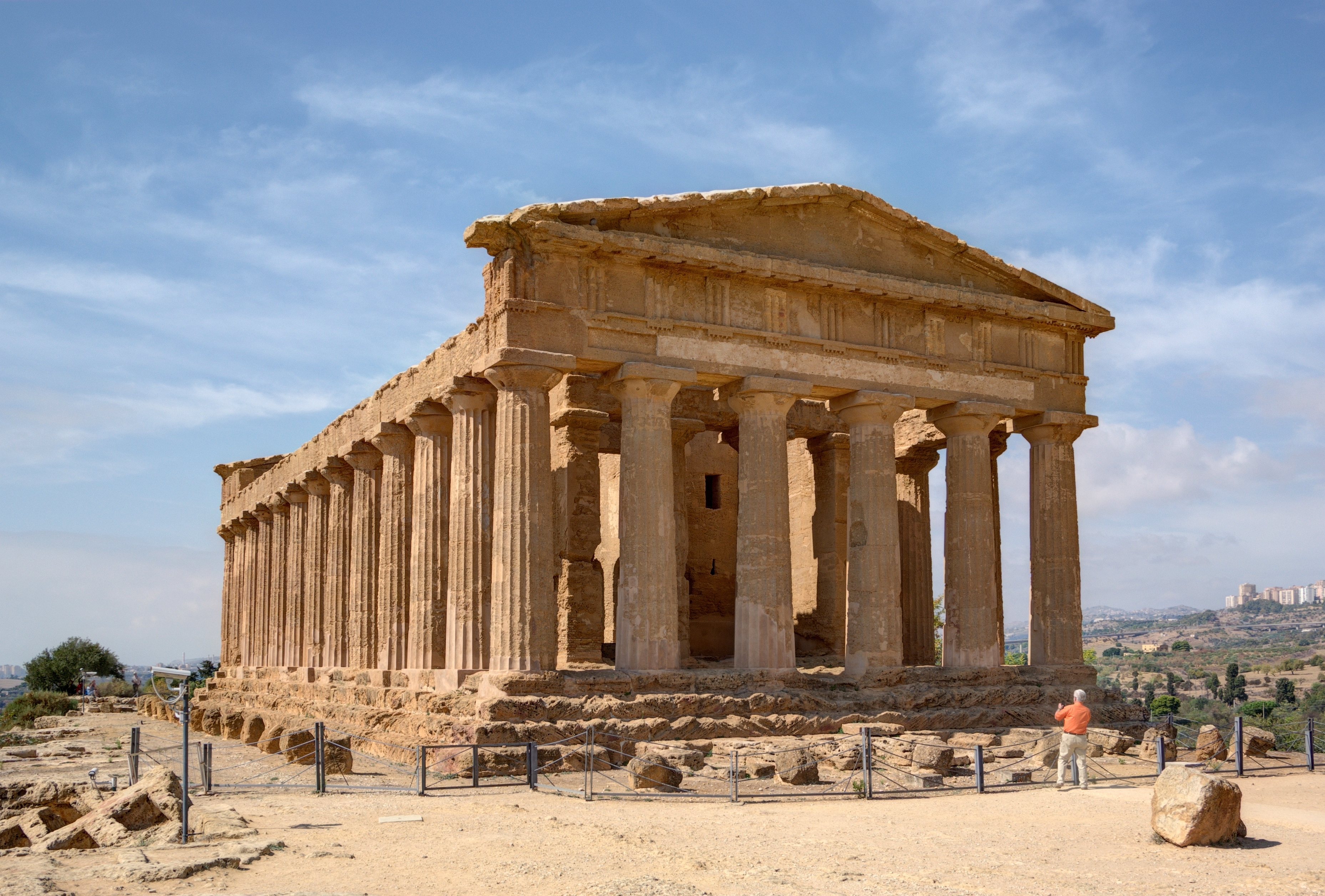
Agrigento: Templo de la Concordia, Sicilia (Italia).

El sacrificio puede no ser más que un componente de una ceremonia más larga. Las ceremonias son las garantes de la cohesión social, permitiendo acercar los grupos de una misma comunidad, a varias escalas (familia, fratría, tribu, demo, polis). 
La fiesta es siempre precedida por una procesión, que parece ser una costumbre griega, además caricaturizada por Aristófanes. El friso del Partenón, describiendo las grandes panateneas, pone en escena 324 personajes, mostrando de manera metafórica la importancia de las procesiones; algunos opinan que miles de participantes. Aparte de su papel religioso, las procesiones tenían una función social de representación: allí se muestran, se pueden admirar sus vestidos, sus adornos. Durante algunas procesiones, se paseaba a la estatua de una divinidad, como la de Atenea durante las grandes panateneas. 
No hay que olvidar, además, que el teatro griego era ante todo una ceremonia religiosa en honor de Dioniso. Los juegos deportivos eran también parte de las ceremonias: éstos tenían lugar, además, en el marco religioso, y no era raro que fueran declaradas treguas en caso de conflicto bélico.
De las ceremonias más importantes de los griegos estaban los misterios de Eleusis. Dos veces al año, con ocasión de los pequeños misterios y de los grandes misterios, se rendía culto a Deméter, diosa de la agricultura y de las mieses. Las procesiones y el sacrificio de cerdas precedían los rituales rigurosamente secretos en el telesterion, donde los iniciados (mista) adquirían el conocimiento de las revelaciones y obtenían la garantía de una vida tras la muerte. Según la tradición, los sacerdotes Celeos y Triptólemo habrían implantado este culto a petición de la diosa. La fuente más documentada sobre estas celebraciones se halla en el Himno homérico a Deméter.
Otro santuario de misterios importante era el de los grandes dioses en Samotracia.